# Albaniens geografi
Albaniens geografi präglas främst av en mycket bergig terräng. Det högsta berget (2 753 meter högt) är Korab. Kustslättens klimat är av medelhavstyp med het torr sommar och sval regnig vinter. Bergsområdet har stora variationer i fråga om såväl temperatur som nederbörd. De högsta delarna får ofta över 2 000 millimeter regn och snö årligen. Bergen är delvis skogbeklädda.
Lövskogen får upp till 1 000 millimeter nederbörd, och där ovanför lövskogen vidtar barrskog och högst upp alpina ängar.

## Topografi

### Landgräns
Albaniens landgräns är totalt 691 kilometer lång. Landet gränsar i norr till Montenegro med 186 kilometer och Kosovo 112 kilometer, i öster till Nordmakedonien med 181 kilometer, och till Grekland med 212 km i söder.
Endast längs den 362 km långa kusten sammanfaller Albaniens gränser med naturliga formationer i landskapet. Gränserna etablerades i princip vid ambassadörskonferensen i London 1912–1913. De fastställdes av de segrande makterna år 1921, efter att landet under första världskriget ockuperats av Italien, Serbien, Grekland och Frankrike. Den grundläggande principen var att de områden som beboddes av albaner skulle tillhöra Albanien och att omgivande nationaliteter också skulle ha tydliga egna områden, till exempel makedonier i Nordmakedonien och montenegriner i Montenegro. Det värdefulla sjödistriktet i västra Nordmakedonien, som hade blandad befolkning, delades lika mellan Albanien, Grekland och Jugoslavien.
Hänsyn togs även till lokala ekonomiska behov, till exempel så att byar fick tillträde till sina betesområden. Viss storpolitisk hänsyn spelade också in, på en rätt abstrakt nivå, och handlade om maktbalans snarare än ekonomiska intressen.
För uppdelningen av området med stora sjöar öster om det som nu är Albaniens mitt ville man att alla länderna skulle få en del av det närliggande slättlandet. Denna artificiella fördelning påverkade med nödvändighet gränserna norrut och söderut. Den gräns som går ungefär norrut från sjödistriktet följer i princip bergskedjan, men ungefär 2,5 mil väster om den högsta linjen, den som delar vattenflödena. Avvikelsen från högsta linjen gjorde att en stor albansk befolkningsgrupp i Kosovo kom att höra till Serbien.
I Albaniens nordligaste del och i de nordostliga bergsområdena förbinder gränsen de högsta bergstopparna och följer bergskedjan genom de otillgängliga Nordalbanska Alperna, på albanska Bjeshkët e Namunës. Det finns i stort sett ingen naturlig gränslinje från dessa bergsområden till Adriatiska havet. Men Shkodrasjön  och ett avsnitt av floden Buna användes som Albaniens gräns mot nordväst. Söderut och mot sydväst, från sjödistriktet till Joniska havet går landets gräns mot sydost på tvärs mot landskapets naturliga linjer och korsar flera bergskammar i stället för att följa dem.

### Terräng

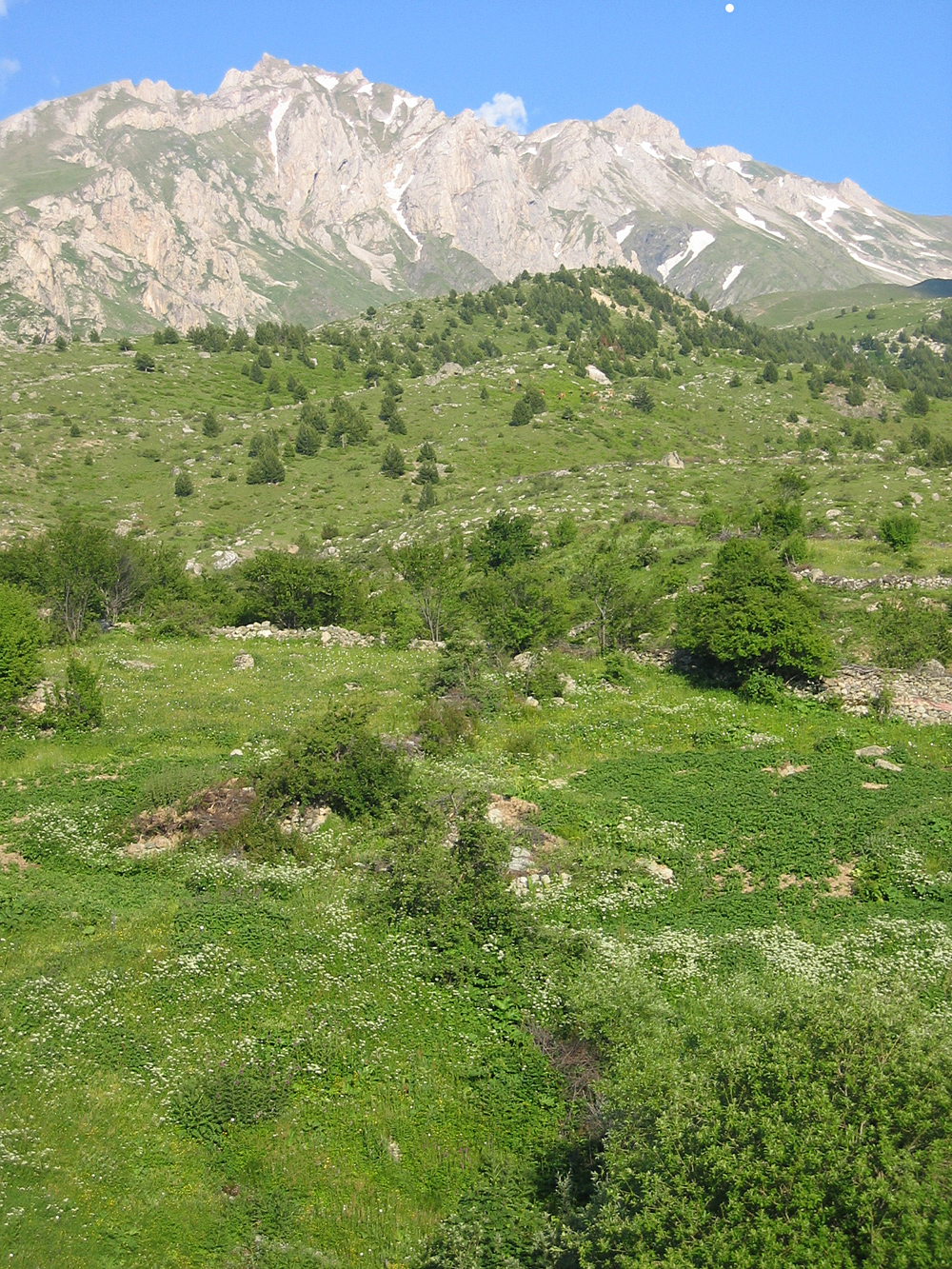
Korab, Albaniens högsta berg.

De 70 procent av landet som är bergiga är i stor utsträckning svårtillgängliga. Återstoden, ett höglänt slättland, får olika mycket nederbörd beroende på årstid och är ömsom översvämmat, ömsom uttorkat. Mycket av slättens jordmån är av föga bördigt slag, och slätten är ofta precis lika ogästvänlig som bergen. Bra jordmån och pålitlig nederbörd återfinns däremot i flodernas dalgångar bland bergen, i sjödistriktet vid den östra gränsen och i en smal, något höglänt remsa mellan kustslätterna och bergen i inlandet.
I den nordligaste delen är bergen en förlängning av de Dalmatiska/Dinariska alperna, mer specifikt den Montenegrinska kalkstensplatån. Floderna har djupa dalgångar med odlingsbara stränder, men floderna är generellt inte användbara för båttransporter och fungerar i större utsträckning som hinder än som hjälp vid transporter i bergslandet. Vägnätet är dåligt och glest, och bristen på interna kommunikationer och kontakt med omvärlden ledde till att ett stamsamhälle levde i denna region i århundraden. Först efter andra världskriget gjordes ordentliga försök att inlemma dessa folk i den albanska nationen.
Ett låglänt kustnära bälte sträcker sig från den norra gränsen söderut till trakten av Vlora. Det är i genomsnitt i storleksordningen femton kilometer brett, men vidgar sig på vissa platser upp till 50 kilometer, som i Elbasan-området i centrala Albanien. Den naturliga vegetationen utgörs av låga buskar av varierande täthet, men det finns även sankmarksområden och områden där erosionen gjort marken praktiskt taget omöjlig att odla. Det land som sticker upp något mer och åtnjuter regelbunden nederbörd, som vid kullarna nedanför det centrala höglandet, är däremot lättodlat. På praktiskt taget alla platser där konstbevattning kan ordnas används mark som annars skulle vara för torr som odlingsmark. Öster om det låglänta kustnära bältet ligger det centrala höglandet, som kallas Çermenikë. Området ligger i allmänhet på en höjd av mellan 300 och 900 meter med några enstaka toppar över 1 500 meter. Markrörelser längs den förkastning som ungefärligt utgör den västra gränsen av det centrala höglandet, mot det låglänta kustnära området, orsakar många och stundtals kraftiga jordbävningar.
Även om det centrala höglandet karaktäriseras av otillgänglig terräng och vissa höjder är den första bergskedjan öster om Adriatiska havet en formation dominerad av serpentinsten som sträcker sig genom nästan hela riket, från de norra albanska alperna ner till Grekland, söder om Korçë. I denna zon finns det många områden där skarpskurna berg av kalksten och sandsten även om bergskedjan i huvudsak karaktäriseras av rundade berg. De östligaste bergen är de resligaste med Albaniens högsta topp, Korab, 2 764 meter över havet. Tillsammans med de albanska alperna och serpentinzonen utgör den östra bergskedjan den mest otillgängliga terräng som finns på Balkanhalvön.
De tre sjöarna i det östligaste Albanien, Ohridsjön, den stora och lilla Prespasjön, är avlägsna och pittoreska. Terrängen i närheten är inte särskilt brant, och har en större population än annan inlandsdel i landet. Albaniens östra gräns passerar genom Ohridsjön; allt förutom ett litet stycke av lilla Prespasjön ligger i Grekland; punkten varvid de tre statsgränserna möter varandra ligger i Prespasjön. Markytan på de båda stora sjöarna är ungefär 260 kvadratkilometer vardera medan lilla Prespasjön är ungefär en femtedel mindre. Ohridsjön är belägen 695 m ö.h. medan den stora och lilla Prespasjön är belägen 855 m ö.h.
De södra bergskedjorna är mera tillgängliga än serpentinzonen, det östra höglandet eller de nordalbanska alperna. Övergången till låglandet är mindre dramatiskt och de odlingsbara dalgångarna är bredare. Kalksten, den dominerande mineralen, är anledningen till de branta klipporna och det klara vattnet i kustlinjen sydöst om Vlora. Erosion av en blandning av mjukare sten har orsakat sedimentet att bilda bredare dalar i de södra bergen än i övriga landet. Denna terräng gav upphov till större markinnehav och påverkade därav de sociala strukturerna i södra Albanien.[källa behövs]

## Hydrografi

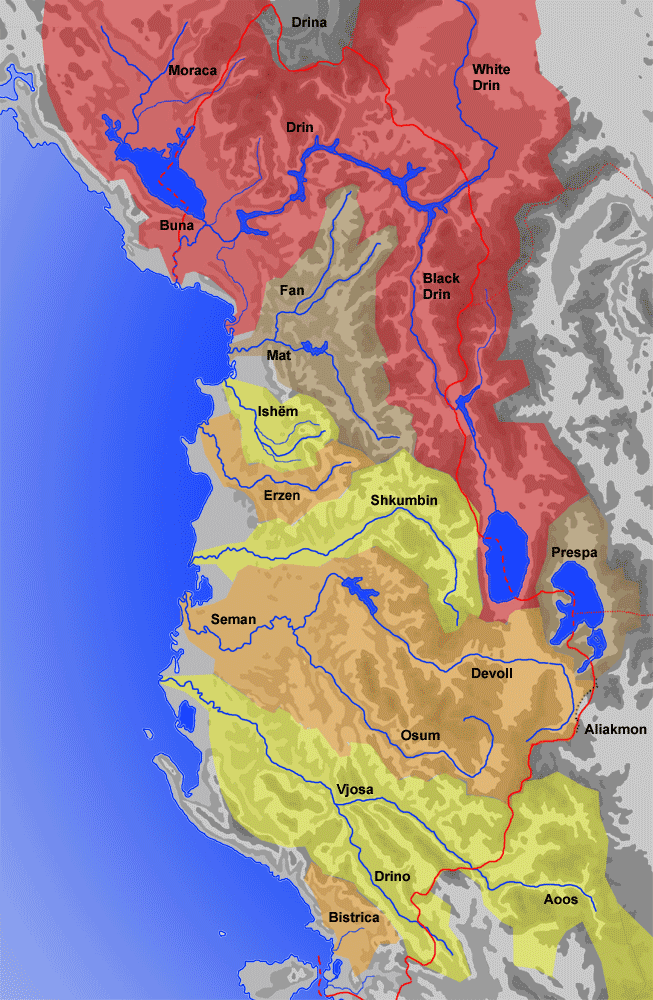
Karta över viktiga floder i Albanien.

Nästan all nederbörd som faller över Albanien hamnar i floder som endast flyter inom landet och mynnar vid kusten. I norr finns dock ett  mindre vattendrag som lämnar Albanien och i söder fortsätter en bäck in i Grekland. Eftersom vattendelaren ligger öster om Albaniens gräns mot grannländerna, avvattnas en ansenlig mängd vatten från dessa genom Albanien. En stor del av Drinidalgången som genomflyts av Bardhë (Vita Drini), — kallad Beli Drim av serberna — går genom Kosova, tvärs över Albaniens nordöstra gräns. Delar av flodens lopp har kanjonkaraktär. De tre sjöarna i öster, som Albanien delar med grannländerna, liksom de bäckar som mynnar i dessa sjöar, avrinner genom Drini i Zi (Svarta Drini). Vjosas avrinningsområde sträcker sig nästan 75  kilometer in i Grekland.
Med undantag för Svarta Drini (Drini i Zi), som rinner norrut och bildar ett avrinningsområde för hela östra gränsregionen innan den vrider västerut mot havet, rinner de flesta av floderna i norra och mellersta Albanien ganska rakt västerut mot havet. Med sina flodlopp skär de genom bergsryggar snarare än att rinna runt och förbi dem. Denna, som det förefaller geohydrologiska omöjlighet, har uppstått genom att höglandet ursprungligen höjdes utan att veckas särskilt mycket. Floderna bildades vid samma tid medan  sammanpressningen och veckningen av platån till bergsryggar hände senare. Veckningsprocessen var på många ställen snabb nog för att dämma upp floderna tillfälligt. De bildade sjöar, som blev kvar till dess avrinningen nedströms blev kraftig nog att tömma dem. Detta händelseförlopp skapade många av de inre bassänger som är typiska för den albanska geografin. Under den tid de tillfälliga sjöarna fanns kvar, avsattes tillräckligt mycket sediment i dem för att bilda grund för den bördiga jorden. Veckningsprocessen var sällan snabb nog för att tvinga vattenströmmarna till radikalt avvikande flodlopp.

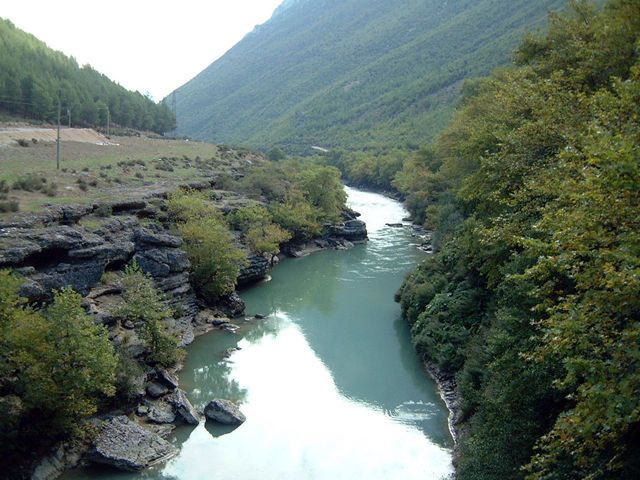
Vjosafloden i södra Albanien.

Skyfall i höglänta områden och de synnerligen oregelbundna säsongsflöden som är typiska för nästan alla landets vattendrag minskar deras ekonomiska värde. Floderna eroderar bergen, och de sediment som bildas bygger på avsättningar på slätterna så att dessa översvämmas vid lokala regnväder. När markerna förtorkar och behöver konstbevattnas är floderna vanligen torra. Fyllda floders våldsamma lopp gör reglering besvärlig, och de är inte segelbara. Buna är ett undantag. Den är uppmuddrad mellan Shkodra och Adriatiska havet, och är farbar för mindre fartyg. I motsats till källområdena i bergstrakterna, där floderna håller sig till bestämda fåror, ändrar de ständigt sina lopp på de lägre slätterna, där de ödelägger lika mycket mark som de skapar.
Drini är den största floden, och den som har den mest konstanta vattenföringen. Den fylls av smältande snö från bergen i norr och öster och under – de över området mer jämnt fördelade – regnperioderna. Vattenföringen i Drini varierar därför inte på det extrema sätt, som är karakteristiskt för nästan alla andra av landets floder. Vattenföringens säsongvariationer understiger ungefär 30 procent. Längs sina cirka 282 kilometer avvattnar Drin inemot 5 957 kvadratkilometer inom Albanien. Eftersom den har tillflöden även från den adriatiska sidan av vattendelaren i Kosovo och genom de tre gränssjöarna (den stora Prespasjön har ett underjordiskt utflöde till Ohridsjön) omfattar hela vattensystemet ungefär 15 540 kvadratkilometer. En av de större floderna är Shkumbi.
Semani och Vjosa är de enda floder som är längre än 160 kilometer. De har tillsammans avrinningsområden som är större än 2 600 kvadratkilometer. Dessa floder dränerar de södra regionerna och, återspeglande den säsongmässiga fördelningen av regnet, bildar störtfloder på vintern och är nästan uttorkade på sommaren, trots deras längd. Samma varierande flöde karakteriserar även de många kortare vattendragen. På sommaren har de flesta ett flöde mindre än en tiondel av medelvattenföringen vintertid, såvida de inte är helt torra. Även om sedimenten som förs ner av störtfloderna i bergsområdena fortsätter att avsättas, så förhindrar de nya sedimenten exploatering. Flodbäddarna stiger när silt avsätts i dem och blir till sist högre än den omgivande terrängen. Flodbäddar som skiftar lopp försvårar utvecklingen i många områden. Gamla flodbäddar blir till hinder för en ordentlig dränering och skapar våtmarker och kärr. Det är svårt att bygga vägar eller järnvägar över låglänta områden som ofta måste betraktas som impediment.

## Klimat
Albaniens kust löper utmed Adriatiska havet och Joniska havet. Höglandet vilar på landets upplyfta landmassa. Breddgraderna som landet ligger på leder till stora variationer i väderlek under vinter och sommar. I förhållande till sin yta har Albanien ett stort antal olika klimatzoner. Det kustnära låglandet har ett typiskt medelhavsväder medan höglandet har ett kontinentalt medelhavsklimat. Vädret varierar markant mellan norr och söder, både på låglandet och i inlandet.

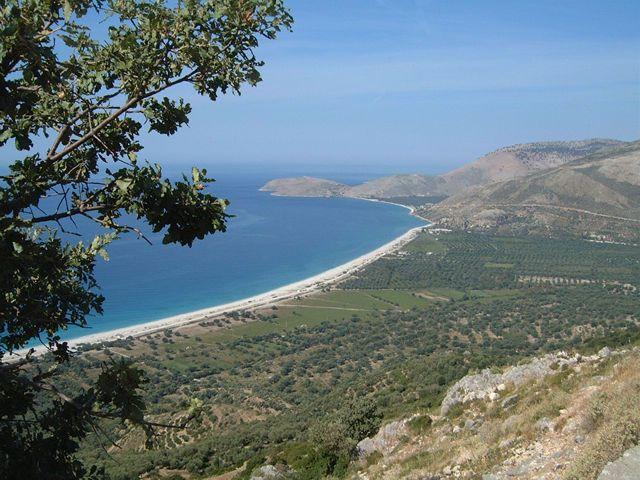
Albaniens södra kust.

Låglandet har milda vintrar med en medeltemperatur på 7 °C. Sommarvädret kan vara tryckande med hög luftfuktighet och en medeltemperatur på 24 °C. I låglandets södra delar är medeltemperaturen cirka fem grader  högre under hela året. Temperaturskillnaderna är större än fem grader under sommaren och något mindre under vintern.
Inlandets temperaturer påverkas mer av höjdskillnader än av breddgrad och andra faktorer. Låga vintertemperaturer i bergsområdena orsakas av den kontinentala luftmassa som dominerar väderleken i Östeuropa och på Balkan. En stor del av tiden blåser det nordliga eller nordostliga vindar. Somrarnas medeltemperaturer är lägre än i kustområdena och mycket lägre på högre höjder men fluktuationerna är större. Dagarnas högsta temperaturer i de inre bäckenen och floddalarna är mycket höga medan nätterna nästan alltid är svala.
Den genomsnittliga nederbörden är kraftig, som ett resultat av mötet mellan luftflödet från Medelhavet och den kontinentala luftmassan. De möts oftast vid en punkt där terrängen höjer sig och därför faller det mesta av regnet i det centrala upplandet. De vertikala luftströmmar som skapas när luften från Medelhavet stiger är också orsak till att åskbyar är relativt vanliga. Många av dessa åskväder följs åt av starka lokala vindar och kraftiga skyfall.
När den kontinentala luftmassan är svag, faller nederbörden längre inåt landet. När det är en dominerande kontinental luftmassa, sprider sig kall luft ner på låglandet. Detta inträffar oftast under vintern. Årstidens lägre temperatur skadar olivträd och citrusfrukter och därför är dungar och trädgårdar begränsade till skyddade platser med sydliga och västliga lägen, även i områden med hög medeltemperatur under vintern.
Nederbördsmängden i låglandet är i genomsnitt mellan 1 000 mm toch 1 500 mm årligen, med de högre värdena i norr. Nästan 95 procent av regnet faller under vintern. I bergen är nederbörden mycket kraftigare: Det finns inte några exakta mått fastställda, man har mätt dem till cirka 1 800 millimeter, och på vissa ställen i de nordligaste delarna kan de mätas upp till 2 500 millimeter. Regnmängden varierar inte lika mycket med årstiden som vid kusten. De högre bergen inåt landet tar emot mindre nederbörd än det mellanliggande höglandet. Skillnader i terräng orsakar stora lokala variationer, men detta område har den jämnaste fördelningen av nederbörd under året.

## Växt- och djurliv
I början av 2020-talet var Albanien ett av de länder i Europa med högst biologisk mångfald. Orsaken var att landet har ett varierat ekosystem och varierade livsmiljöer vilket bidrog till en stor variation av växt- och djurarter. I början av 2010-talet var Albanien det land i Europa med lägst faktisk andelen av främmande arter, totalt räknades det till 196 främmande arter utanför odlingen villet inkluderade "81 naturaliserade och 16 delvis naturaliserade ogräs, 11 rester av den tidigare odlingen, nio gamla och 38 nya tillfälliga, 41 antagligen utdöda arter och inga invasiva". Förklaringen till det låga antalet främmande arter och avsaknaden av invasiva arter ligger i att landet under större delen av 1900-talet var avskilt, att landet haft låg ekonomisk utveckling i kombination med utökad markanvändning och att främmande arter är ett relativt nytt fenomen. Den sociala och ekonomiska utvecklingen som landet genomgår är dock sådana som underlättar både etablering och spridning av främmande arter, i synnerhet i låglandet.

### Växtliv
Fram till kommunismens fall 1990 var halva Albanien täckt av skog bestående av ek, tall, östlig avenbok. På högre höjder utgjordes skogen även av bok. Av den ytan återstod 2016 ungefär hälften. Orsakerna till reduceringen förklaras dels av avverkning och dels av hårt bete av får och getter. År 2016 infördes en ny lag som innebar att industriell skogsavverkning förbjöds under 10 års tid.
På slättområdena växer vintergrön buskskog (maquis). Landets flora var åtminstone fram till början av 1940-talet relativt outforskade, framförallt i landets södra delar. I början av 2020-talet beskrevs dock att floran omfattade cirka 7 233 växter, vilket inkluderade  ormbunkar, svampar, lavar, mossor och alger. Detta motsvarade cirka 32 procent av all europeisk flora. Av dessa arter var omkring 3 300 högre växter och utgjordes av en blandning av mediterrana och centraleuropeiska arter. Inslaget av för Balkan endemiska arter är stort och omfattade  cirka 32 endemiska växter och cirka 110 andra subendemiska växter. De senare är sådana som delar livsmiljöer mellan Albanien, Kosovo, Montenegro, Kroatien och Grekland.

### Djurliv
I början av 2020-talet beskrevs att Albanien har omkring 5 438 olika djurarter, vilket inkluderade olika fåglar, däggdjur, reptiler, fiskar, insekter och tiofotade kräftdjur.
Eftersom jakten tidigare var oreglerad fanns 2009 inte mycket vilt i Albanien utom i de avlägsnaste skogsområdena. Där förekom  björn, varg, vildsvin, guldschakal samt stengetter. Fälthare, sovmus, många mårddjur och rådjur har större utbredning. Kräldjuren omfattade sumpsköldpaddor, landsköldpaddor, ödlor och minst åtta ormarter. De längsta var eskulapsnok och ödlesnok som kan bli över två meter långa. Sandhuggormen räknas som Europas giftigaste orm. Vidare hade Albanien ett rikt fågelliv, med mer än 300 häckande eller regelbundet förekommande arter. Brun glada, ormvråk, turturduva, minervauggla, lärkor och svarthuvad sparv är karaktäristiska fåglar för Albanien. Ohridsjöns ekosystem hyser flest av landets endemiska fauna, totalt över 40 arter av blötdjur och två arter av fisk.
En modern jaktlag för att bevara landets vilda djurliv antogs 1994. År 2009 fanns dock fortfarande problem med efterlevnaden av lagen, bland annat vid fågeljakt.

## Naturskydd och miljöproblem

### Naturskydd
Enligt Naturvårdsverket är miljöområdet prioriterat inom den albanska politiken eftersom det är viktigt för anslutningsprocessen till Europeiska unionen (EU) att uppnå EU-standard inom miljöområdet. Vidare skriver myndigheten att problematiken ligger i att "miljökapitlet är både komplicerat och mycket dyrt". Bland annat Sverige åren samarbetade åren 2018–2022 med det albanska ministeriet för turism och miljö (MTE) med syftet "att stödja landets EU-tillnärmningsprocess för miljöområdet".
Albanien hade 2010 ett 30-tal naturskyddade områden, inklusive 15 nationalparker. Ett av dessa ingår i det multinationella världsarvet Gamla och urtidsbokskogar i Karpaterna och andra regioner i Europa.
De flesta är dock små till ytan, exempelvis är nationalparken Bredhi i Drenoves 14 km² stor och Bredhi i Hotoves 12 km². Albaniens enda halvö Karaburun är det största naturreservatet, och upptar en yta av 200 km². Enligt uppgifter från Sida 2022 "inskränks naturskyddsområden för att ge plats åt infrastruktur och turism".

### Miljöproblem
År 2008 beskrev Sveriges regering att:
| ”                          | Illegal skogsavverkning, avskogning och erosion av jordbruksmark är allvarliga problem på landsbygden. Erosionen av jordbruksmark påverkar tillgången till dricksvatten och ökar sårbarheten vid klimatförändringar. Brister i avfallshanteringen är ytterligare ett allvarligt problem för miljön. | „ |
| – Sveriges regering (2008) | |   |

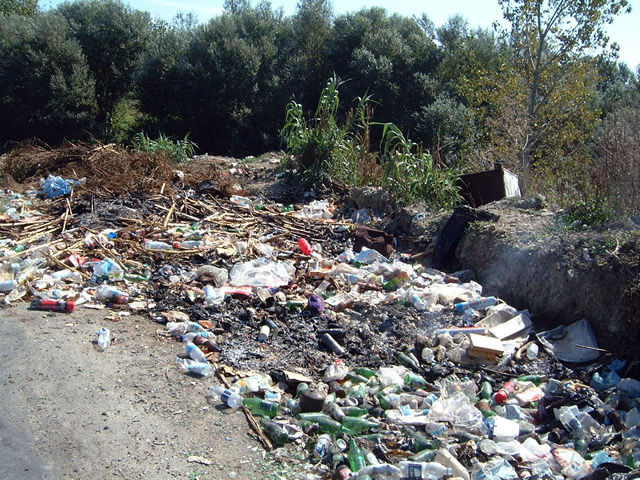
Sophög vid Albaniens berg.

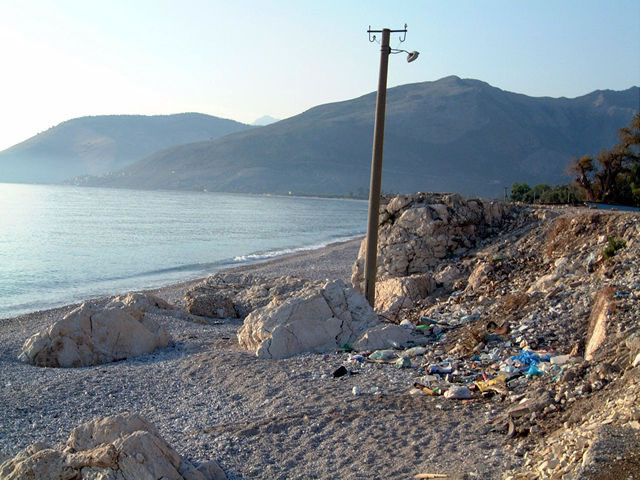
Sophög vid Albaniens kust.

Många av Albaniens miljöproblem orsakas av landets ekonomiska situation där fattiga människor tvingas utnyttja naturresurserna genom exempelvis tjuvfiske, olaga skogsavverkning och dumpning av sopor. 
Som exempel kan nämnas att enligt källor från 1989 uppskattades att 50 000 hektar skog hade avverkats utan tillstånd. Fram till 2016 hade skog bland annat avverkats kring flodbanker vilket fick miljöexperter att varna för att det ledde till större risker för översvämningar. Byggnader byggs ofta utan tillstånd vilket orsakar problem med infrastrukturen när det inte finns vatten, elnät och avlopp anslutet. Samtidigt rivs det hus i samma när man behöver använda marken till något annat.[källa behövs]
Cirka 80 procent av alla bilar i Albanien kördes, enligt uppgift från 2004 på diesel. Enligt uppgifter från 2016 var de fordon som importerades oftast av äldre modell, vilket medför högre koldioxidutsläpp än om man köpt nyare bilar.